# Knoten Pongau
Het Knoten Pongau is een knooppunt in de Oostenrijkse deelstaat Salzburger Land. Op dit knooppunt in de gemeente Pfarrwerfen sluit de (A10a) aan op de A10.

## Bouwvorm
Het knooppunt is een mixvormknooppunt.